# Manonggal
Manonggal is een bestuurslaag in het regentschap Bangkalan van de provincie Oost-Java, Indonesië. Manonggal telt 1402 inwoners (volkstelling 2010).